# 柳田 (秋田市)
柳田（やなぎだ）は秋田県秋田市にある大字。郵便番号は010-0825。住居表示未実施地区。

## 地理
秋田市の東部に位置する。太平川中流域の主に右岸に広大な領域を持ち、南部の平野は農業地域、北部は丘陵地である。南端の字糠塚に秋田大学医学部が広面と跨って立地し、周辺の字境田・字川崎に新興住宅街が形成されているが、その他は宅地化が進んでおらず、秋田県道28号秋田岩見船岡線の旧道（太平街道）に沿って古くからの集落が連なっている。東から北に向かって秋田自動車道が丘陵部を貫いており、字扇ノ沢に太平山パーキングエリアがある。
南は下北手松崎（字大沢田・字上崎）・広面（字谷内佐渡・字川崎・字糠塚・字蓮沼・字堤敷・字二階堤・字近藤沢）・手形山東町、西は手形（字大松沢）・新藤田（字治郎沢・字中山台）・添川（字地ノ内）、北は添川（字戸平川・字矢坂・字鶴木台）・山内（字増沢）、東は太平八田（字松沢・字猿田沢・字扇田・字荒巻・字香炉沢）に接する。

### 小字
16の小字が設置されている。
- 字家ノ沢（いえのさわ）
- 字碇（いかり）
- 字石神（いしがみ）
- 字泉山（いずみやま）
- 字扇ノ沢（おおぎのさわ）
- 字小友沢（おともざわ）
- 字川崎（かわさき）
- 字境田（さかいだ）
- 字佐渡端（さどばた）
- 字推子（すいこ）
- 字竹生（たけおい）
- 字鳥越（とりごえ）
- 字糠塚（ぬかづか）
- 字馬上田（ばじょうでん）
- 字古道（ふるみち）
- 字柳田（やなぎだ）

### 河川
- 太平川

## 歴史
1239年1月10日（嘉禎4年12月4日）の橘公員宛将軍家政所下文に「出羽国秋田郡内楊田」とあるのが初出資料である。文治5年（1189年）の大河兼任の乱平定に対し恩賞として橘公業に与えられた所領の1つで、公業の11子である公員が父から譲り受けたことを示す。
その後、室町時代後期から安東氏（秋田氏）の支配下に置かれたものと考えられている。1592年9月27日（文禄元年8月22日）の「秋田家分限帳写」に「馬場広面(屋)村 994石余」とあり、これは本来馬場村と広面村が併立しているものの連記であって、うち馬場村が近世の柳田村の一部であると考えられている。
江戸時代には久保田藩領であり、「正保国絵図」では本田当高275石、「享保黒印高帳」では村高576石余・当高564石余（うち本田324・本田並173・新田67）となっている。「寛政村附帳」では親郷目長崎村の寄郷とされ、「秋田風土記」では511石余・61軒となっている。

### 沿革
- 1873年（明治6年）3月 - 大区小区制の改正に伴い、秋田郡柳田村は秋田県第1大区6小区に属した[6]。
- 1884年（明治17年）頃 - 郡区町村編制法の下で、南秋田郡手形村・蛇野村・広面村・柳田村が連合。戸長役場は広面村に設置される[4]。
- 1887年（明治20年） - 組合4ヶ村の戸数は467戸、人口は2,659人[7]。
- 1889年（明治22年）4月1日 - 町村制施行に伴い広面村・楢山村・柳田村・蛇野村（一部を除く）が合併し、南秋田郡広山田村が発足。柳田を含む旧4ヶ村は広山田村の大字となる[7]。
  - 広面村・柳田村・蛇野村は楢山村の除外を主張し、楢山村も単独立村を主張した[8]。しかし県が合併枠の変更を認めず、4村での合併となった。
- 1941年（昭和16年）4月1日 - 広山田村が秋田市へ編入されたことに伴い、秋田市の大字となる。
- 1970年（昭和45年）4月1日 - 秋田大学医学部が設置される。
- 1981年（昭和56年）4月1日 - 字鳥越の一部が分割され、広面（字近藤沢・字近藤山下・字二階堤）の各一部と合わせて手形山東町が新設される。

### 字域の変遷
以下は住居表示実施に伴う変更。
| 実施前       | 実施年月日           | 実施後                                  |
| ------------ | -------------------- | --------------------------------------- |
| 柳田字家ノ沢 | （残存）柳田字家ノ沢 | （残存）柳田字家ノ沢                    |
| 柳田字碇     | （残存）柳田字碇     | （残存）柳田字碇                        |
| 柳田字石神   | （残存）柳田字石神   | （残存）柳田字石神                      |
| 柳田字泉山   | （残存）柳田字泉山   | （残存）柳田字泉山                      |
| 柳田字扇ノ沢 | （残存）柳田字扇ノ沢 | （残存）柳田字扇ノ沢                    |
| 柳田字小友沢 | （残存）柳田字小友沢 | （残存）柳田字小友沢                    |
| 柳田字川崎   | （残存）柳田字川崎   | （残存）柳田字川崎                      |
| 柳田字境田   | （残存）柳田字境田   | （残存）柳田字境田                      |
| 柳田字佐渡端 | （残存）柳田字佐渡端 | （残存）柳田字佐渡端                    |
| 柳田字推子   | （残存）柳田字推子   | （残存）柳田字推子                      |
| 柳田字竹生   | （残存）柳田字竹生   | （残存）柳田字竹生                      |
| 柳田字鳥越   | 昭和56年4月1日       | 手形山東町（一部） てがたやまひがしまち |
| 柳田字鳥越   | （残存）柳田字鳥越   |                                         |
| 柳田字糠塚   | （残存）柳田字糠塚   | （残存）柳田字糠塚                      |
| 柳田字馬上田 | （残存）柳田字馬上田 | （残存）柳田字馬上田                    |
| 柳田字古道   | （残存）柳田字古道   | （残存）柳田字古道                      |
| 柳田字柳田   | （残存）柳田字柳田   | （残存）柳田字柳田                      |

## 世帯数と人口
2016年（平成28年）10月1日現在の世帯数と人口は以下の通りである。
| 小字                  | 世帯数  | 人口    |
| --------------------- | ------- | ------- |
| 柳田字碇 柳田字境田   | 273世帯 | 642人   |
| 柳田字石神 柳田字泉山 | 23世帯  | 162人   |
| 柳田字川崎            | 213世帯 | 594人   |
| 柳田字佐渡端          | 42世帯  | 124人   |
| 柳田字竹生 柳田字柳田 | 61世帯  | 266人   |
| 柳田字鳥越            | 47世帯  | 91人    |
| 柳田字糠塚            | 77世帯  | 118人   |
| 柳田字馬上田          | 21世帯  | 65人    |
| 計                    | 757世帯 | 2,062人 |

## 交通

### 鉄道
地区内に鉄道は通っていない。最寄り駅は中通七丁目にあるJR東日本奥羽本線・羽越本線・秋田新幹線の秋田駅。

### バス
- 秋田中央交通
  - 《駅東線》 - 大学病院前 - 境田下丁 - 境田公園（上りのみ） - 境田上丁
  - 《太平線》 - 柳田入口 - 柳田下丁 - 柳田中丁 - 柳田神社前 - 柳田上丁 - 石神 - 清和病院前 -

### 道路
- 秋田自動車道
  - 太平山パーキングエリア
- 秋田県道28号秋田岩見船岡線
  - 太平街道（旧道）
- 秋田中央広域農道
- 東北自然歩道

## 施設

### 字石神
- 若宮八幡神社
- 御岳神社
- 医療法人清風会清和病院

### 字扇ノ沢
- 秋田自動車道太平山パーキングエリア
- 秋田森林管理署秋田貯木場

### 字佐渡端
- 火結神社

### 字推子
- 三光坊稲荷神社

### 字竹生
- 神上神明社
- デイサービスセンターふきのとう
- 秋田育明会竹生寮
- 秋田育明会柳田新生寮

### 字鳥越
- 老人保健施設悠久荘

### 字糠塚
- 秋田大学
  - 医学部
  - 臨床試験棟
  - エネルギーセンター
  - 本道会館
  - 本道寮
  - 変電施設

### 字馬上田
- 柳田公民館